# Юсупова, Тути (долгожительница)
Тути́ Юсу́пова (узб. To‘ti Yusupova, Тўти Юсупова; 1 июля 1880; Петроалександровск, Сырдарьинская область, Российская империя — 28 марта 2015, Турткуль, Каракалпакстан, Узбекистан) — гражданка Узбекистана, каракалпачка по национальности. В Узбекистане считается самой старой из долгожителей. Это утверждение основывается на дате, указанной в её свидетельстве о рождении и паспорте. Других данных, подтверждающих её возраст, нет.
Юсупова вышла замуж в возрасте 17 лет. Её муж умер в 1940-х годах. Дочь Марет умерла в 41 год от тонзиллита в Вильянди.
Юсупова проживала со своими правнучками в ауле имени Шарафа Рашидова (бывший колхоз имени Ильича) Турткульского района автономной Республике Каракалпакстан (Узбекистан).
В 2008 году награждена медалью «Шухрат».
Осенью 2010 года на киностудии «Каракалпакфильм» был снят документальный фильм о 130-летней Тути Юсуповой «Свидетельница трёх веков».
Скончалась 28 марта 2015 года на 135-м году жизни.